# Wahlenbergia massonii
Wahlenbergia massonii är en klockväxtart som beskrevs av A.Dc. Wahlenbergia massonii ingår i släktet Wahlenbergia och familjen klockväxter. Inga underarter finns listade i Catalogue of Life.